# ヤマハ・MT-09
MT-09（エムティー ゼロナイン）は、ヤマハ発動機が製造販売するオートバイ（大型自動二輪車）である。

## 概要
ヤマハ発動機のMTシリーズ第2世代としてMT-07と共に開発され、2013年にエンジンのみ先行して報道向けに公開された後、同年のミラノショーおよび東京モーターショーで車両全体が発表され、その後欧州市場向けに先行発売されたのち、日本国内仕様も発売された。
なお北米市場では FZ-09 の車名で2015年モデルより販売されている。
2017年12月、ブルーイッシュグレーソリッド4のボディカラーがMT-10・MT-07と共にバイクでは初めてオートカラーアウォード2017グランプリを受賞した。

## モデル一覧

### RN34J (2014年-2016年)
1RC/B87/2DR型
日本国内では、通常仕様の MT-09 とABS仕様の MT-09A が2014年4月10日に発売された。
エンジンは直列3気筒120°クランクで同社のGX750などに採用されていた構造であるが、トルクの感覚を重視した『クロスプレーンコンセプト』に基づき完全に刷新されている。
車体構成は左右分割式のアルミフレーム等、徹底的な軽量化と全体のダウンサイジングが図られており、車重や大きさは発売時の日本国内400ccクラス車両に匹敵するほどのスペックとなっている。
なおABS仕様は2015年モデルより MT-09 ABS の名称が使われるようになり、2016年にはトレーサー同様のトラクションコントロールシステムが追加で装備されている。

### RN52J (2017年-2020年)
BS2型
2017年2月15日に日本国内仕様がモデルチェンジされ、仕様は MT-09 ABS  に統一された。
エンジンは平成28年環境規制への適合を行ないスペックは欧州仕様とほぼ同一になり、サスペンションについては41㎜インナーチューブ採用倒立フロントフォークには圧側減衰力の調整機能がついた。
車体はデザインの変更が行われ、ヘッドライトは左右に装備された2眼に補助ランプが追加された4灯式のLEDとなり、リアフェンダーはシート側から分離したナンバープレートの表示部分と一体化させている。またテールランプは傾斜しながらボディに一体化しており、上から眺めると「M」の形が見て取れるようになっている。
穏やかな車体挙動と、軽いクラッチ操作荷重を実現するため、アシストカムとスリッパーカムの2種のカムを設けたA&S（アシスト＆スリッパー)クラッチを採用し、クラッチレバーの操作荷重は従来モデル比で約20%低減。
機敏で滑らかなシフトアップ操作を支援するQSS（クイック・シフト・システム）を新採用。YZF-R1と同様にシフトレバーの動きをシフトレバーロッドに設けたスイッチが検知すると、ECU演算によりエンジン出力を補正し、噛み合っているギアの駆動トルクを瞬間的にキャンセルし、シフトアップ操作をアシストする仕組みとなっている。またこれに伴い、新作スプロケットカバーが装着されている。
B6C型 (2018年)

2018年に上級バージョンのMT-09 ABS SPが上級グレードとして登場。SPのみの仕様としては、特別仕様のKYB製フロントサス、オーリンズ製フルアジャスタブルリアサスを装備したことと、シートのダブルステッチやブラックバックのデジタルメーターなどによる質感の向上だった。カラーバリエーションは、ブラックメタリックXのみ。2019年からはカタログ落ちしているため、RN52JのSPモデルは2018年単体の販売のみとなる。

### RN69J (2021年-)
B7N/BAM型
2021年モデルはフルモデルチェンジが行われ3代目のR69Jとして販売開始。またこのモデルから2019年以降販売終了となっていたSPモデルが復帰。
スタイリングについては2014年の初代、2017年の2代目を受け継ぐ3代目として、大きく進化したそのポテンシャルを表現する新スタイリングを採用。エアインテークと、そこに風を導くフロントウィングのスタイリングに空気の”流れ”や音の”波”などサウンドを想起させるテーマを採用。またヘッドランプやサイレンサーなど各パーツをエンジンの中心に凝縮されている。さらにスムーズなトップラインに、ショートオーバーハングのシルエットを組み合わせ、初代から引き継いできた“ライダーの意のままに操れるイメージ”を持たせているほか、カバー類を極力減らしたゼロカバー造形による構造体を魅せるスタイリングが引き続き踏襲されている。ライト類についてはコンパクトでデザイン性に優れ、優れた照射性をもつバイファンクションLEDヘッドランプ（Hi-Lo一体）を採用。ポジションランプも導光体を備えたLEDタイプとし、新しいMTフェイスを印象づける意匠となっている。
エンジンは新開発の888cm3・水冷・4ストローク・DOHC・3気筒・4バルブ・ダウンドラフト吸気・FIのN718E型を搭載。ピストン、コンロッド、クランクシャフト、カムシャフト、クランクケースなど主要パーツの多くを新設計し、軽量化。燃料供給系も一新され、インジェクターは従来のシリンダーヘッド直付からスロットルバルブ側に取り付け位置を変更。噴射はバルブ傘裏方向とし、燃焼効率を向上し、燃費の従来比9％改善を実現。
フレームについては最新のCFアルミダイキャスト技術により、最低肉厚1.7mmを実現した軽量アルミ製フレームを採用（従来は最低肉厚3.5mm）。リアフレームもCFアルミダイキャスト製とし、スチール製の従来モデル比で1.5kg軽量化。さらにリアアームはアルミパネルを溶接したボックス構造とし、フレームとリアフレーム、リアアーム合算で従来比約2.3kg軽量化。このフレームは直進安定性と操縦性を両立させるために、縦・横・ねじり剛性のバランスが調整されており、とくに横剛性は従来比で約50％アップし、直進安定性に貢献。 　
またホイールについてはヤマハ社独自のアルミ材の開発と工法の確立により“鋳造ホイールでありながら鍛造ホイールに匹敵する強度と靭性のバランス”を達成したヤマハ独自の“SPINFORGED WHEEL”技術による軽量ホイールを初めて採用。従来モデルより前後で約700g軽くなり、さらにリアの慣性モーメントが11％低減されている。
また排気・吸気については独自に設計・チューニングされており、排気音は 1.5段膨張室サイレンサーと左右シンメトリーのテールパイプを採用することで、発進時はリアの駆動力と同期した排気音によってトルクを感じ、スロットルを開けた瞬間に音が増大して聴こえるような、スイッチ感のあるサウンドが特徴となっている。また回転上昇に従って、ライダーへの主音源が排気音から吸気音へ切り替わるように調整されている。吸気音は、断面積と長さの異なる3つの吸気ダクトを採用し、各ダクトによる吸気音を各周波数帯で共鳴させ、かつ音圧をチューニングすることで中・高回転域でサウンドを強調し、気持ちの良い加速感を演出するような機構となっている。
ドライバーのアシスト機構として、新開発の「IMU」（Inertial Measurement Unit）を搭載。2015年モデル以降の「YZF-R1」で実績のある「IMU」の基本性能を維持しつつ、センサー構成を見直すことで50％の小型化、40％の軽量化を実現。IMUの情報を受け取り車両側にフィードバックするECUには3種の制御システム（バンクの深さも反映するTCS、旋回をサポートするSCS、前輪の浮き上がり傾向を抑止するLIF）を織り込んでおり、個々の制御は相互に連動して運転操作を支援。各システムとも、介入レベル調整、およびON・OFF設定が可能となっている。
またクイックシフターについてはRN52Jからのシフトアップ機能に加え、シフトダウン時の機能を追加。
上級仕様車となる「MT-09 SP ABS」は、フロントサスにDLC(ダイヤモンドライクカーボンコーティング)が施されたインナーチューブ、リアはオーリンズ製リアサスペンション、スモーク処理されたブレーキリザーブタンク、ダブルステッチ入りシート、塗り分け塗装のタンク、バフ＆アルマイト処理のスイングアーム、ブラックアルマイト処理されたハンドル・レバー類、クルーズコントロール機能（4速50km/h以上）などが標準装備。